# Kapuzinerinsel (Inn)
Die Kapuzinerinsel, früher auch als Mittergries oder Köhlerinsel bekannt, ist eine kleine bewaldete Flussinsel im Inn bei der oberbayerischen Stadt Wasserburg am Inn mit einer Fläche von etwa 1,5 Hektar.
Sie liegt knapp hinter dem Wasserburger Laufkraftwerk und ist bei niedrigem Wasserstand durch einen künstlich angelegten Leitdamm, der das Wasser des Kraftwerkes zurück in den Fluss leitet, per Fuß erreichbar. Auf der Kapuzinerinsel wächst ein kleiner Hartholzauwald und an der der Flussströmung abgewandten Seite gibt es einen Sandstrand.
Der Name der Insel erinnert an die hier einst ansässigen Mönche des Kapuzinerordens, die im Zuge der bayerischen Säkularisation das Kapuzinerkloster Wasserburg und die Stadt verlassen mussten.

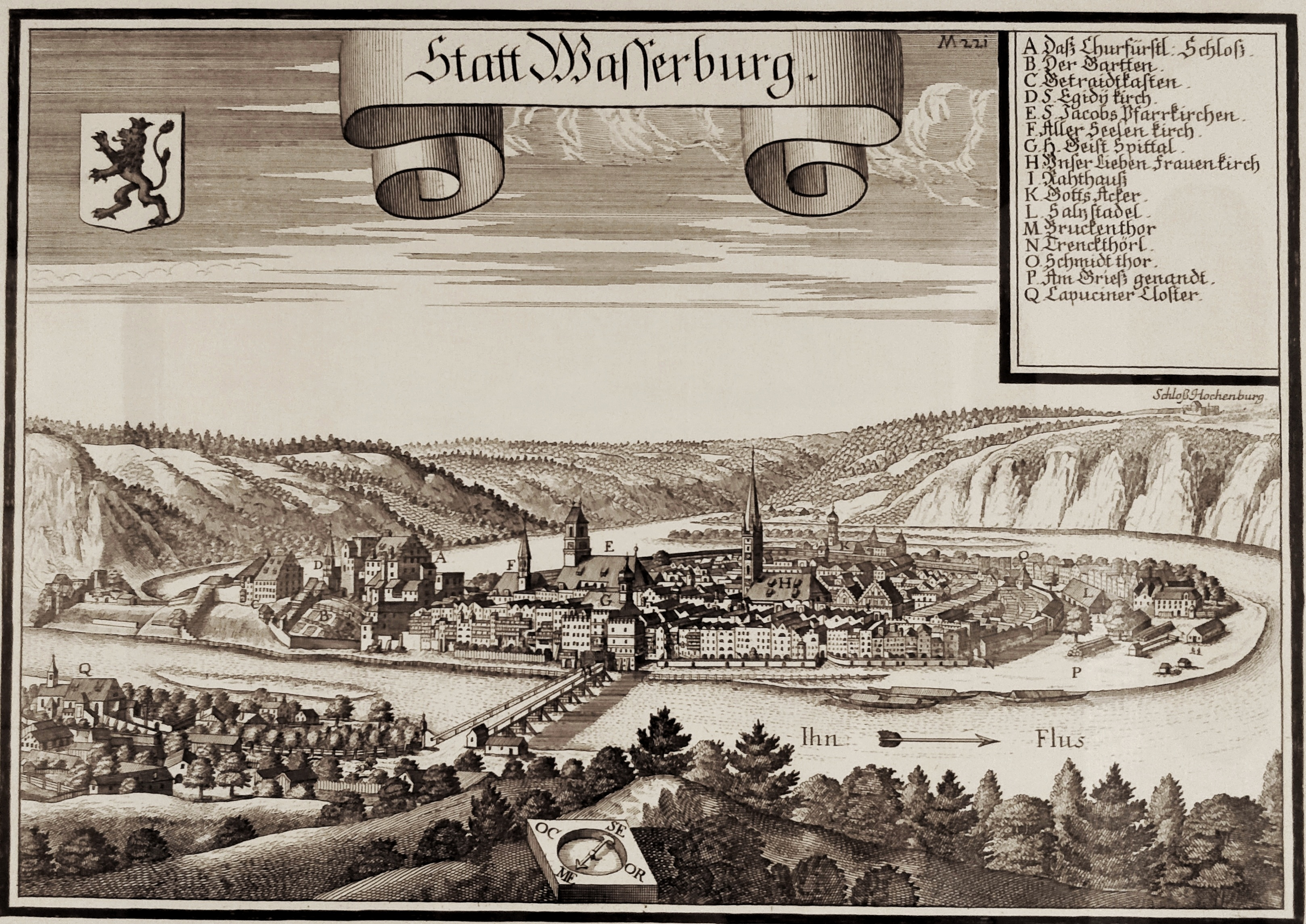
Die Stadt Wasserburg auf einem Kupferstich von Michael Wening (um 1700). Links unten sieht man die damals noch unbewaldete Insel und links davon das Kapuzinerkloster („Q“).

Selbst bei niedrigem Wasserstand bleibt dank Durchlässen im Leitdamm die südliche Seite der Insel immer wasserdurchflossen und bildet ein Netz aus kleinen Tümpeln und Rinnsalen, die sogenannte „Kapuzinerlacke“. Dieser Bereich ist mit vielen Ruhezonen ausgestattet und wurde 2010 künstlich umgestaltet, um die natürliche Fortpflanzung der Äsche, einer gefährdeten Fischart, zu sichern. Seitdem wird der Kiesgrund des Inns jedes Frühjahr durch einen Bagger aufgelockert, außerdem ist eine Fischtreppe über die Staustufe geplant.
Seit Jahren gibt es Pläne, eine zweite Innbrücke zur Wasserburger Altstadt speziell für Radfahrer und Fußgänger über die Kapuzinerinsel zu bauen. Das Projekt trifft auf viel Zustimmung im Stadtrat, aber auch Gegner melden sich zu Wort, da das Geld laut ihnen besser im öffentlichen Nahverkehr investiert wäre.

## Galerie

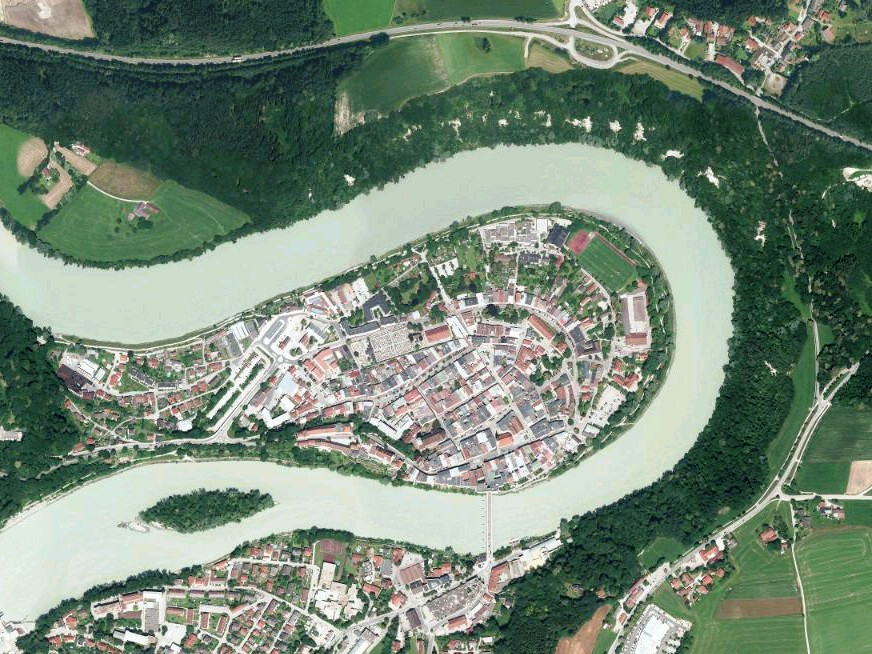
Luftbild Wasserburgs mit der Insel links unten.
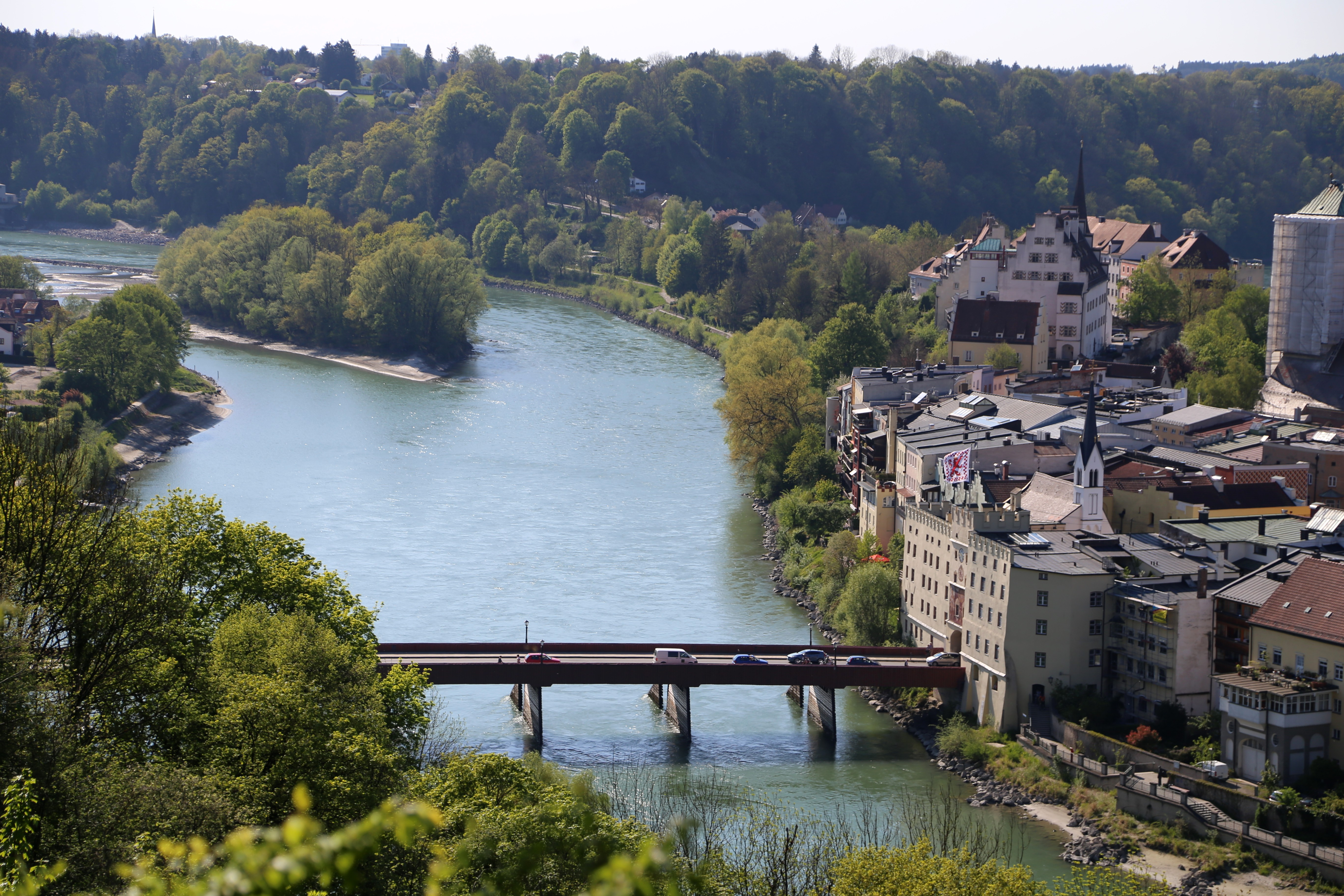
Kapuzinerinsel, davor die Wasserburger Innbrücke.
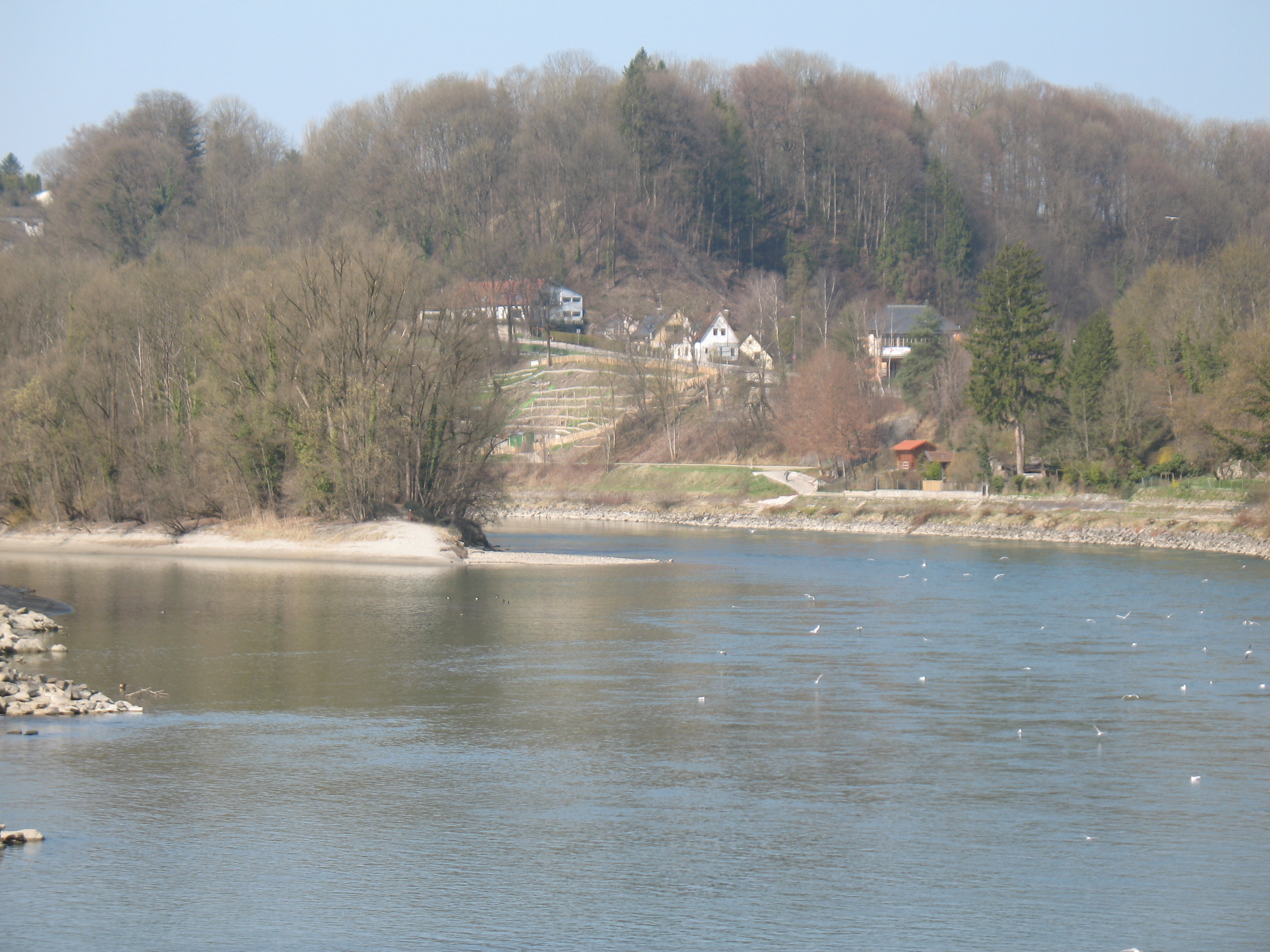
Die Insel mit Sandstrand im Frühling.